# ژان آردین
ژان آردین (فرانسوی: Jeanne Hardeyn‎) بازیگر اهل فرانسه بود.
از فیلم‌ها یا برنامه‌های تلویزیونی که وی در آن نقش داشته است می‌توان به آقای ونسان اشاره کرد.